# Gundeshapur
Gundeshapur este un oraș antic aflat pe teritoriul actualului stat Iran. Fondat de către șahul Shapur I (240-270), Gundeshapur a fost centrul intelectual al Imperiului Sasanid. Astăzi orașul este o ruină, neexistând în zonă un sit arheologic organizat.

## Etimologie
Gundeshapur este un nume derivat de la persanul Gondēšāpūr. Acesta provine probabil de la expresia wandēw Šāpūr însemnând achiziția lui Shapur, de la Gund-dēz-i Shāpū însemnând Fortăreața militară a lui Shapur, Gund-ī Shāpur însemnând Armata lui Shapur sau de la Weh-Andiyok-Shāpūr însemnând Shapur l-a construit mai bine decât Antiohia. Orașul are mai multe denumiri în alte limbi: în siriacă: ܒܝܬ ܠܦܛ Bēth Lapaṭ; în greacă: Bendosabora și în arabă: جنديسابور‎ Jundaysābūr.

## Istorie
Majoritatea cercetătorilor sunt de părere că orașul Gundeshapur a fost fondat de către șahul Shapur I după victoria sa împotriva împăratului roman Valerian în Bătălia de la Edessa din anul 260. Situat în provincia persană Khuzestan și aflat în apropiere de vechiul oraș Susa, Gundeshapur ar fi avut inițial rolul de garnizoană militară, aici fiind ținuți captivi numeroși prizonieri romani. Șahul a ridicat orașul la statutul de capitală pe perioada iernii. Se crede că a fost folosit ca reședință de iarnă a șahilor până în vremea lui Shapur al II-lea (309-379). După ce s-a stabilit aici, soția lui Shapur I, fiica împăratului Aurelian, a adus cu ea doi medici greci care au început să predea în oraș învățăturile lui Hippocrate. 
Orașul Gundeshapur are o semnificație religioasă foarte importantă. În anul 274, Profetul Mani (216-274), fondatorul religiei maniheiste a fost chemat de urgență la Gundeshapur pentru a se prezenta în fața șahului Bahram I (271-274). Acolo a fost supus numeroaselor acuzații aduse de către preoții zoroastrieni cum că ar induce poporul în eroare din cauza doctrinelor sale. Bahram I a ordonat ca Mani să fie arestat timp de 26 de zile, apoi a fost executat. Conform unor relatări, Mani a fost jupuit si decapitat, iar trupul său a fost expus într-un loc public. Cu toate acestea, adepții lui Mani au văzut în martiriul lui un model și un eveniment de bucurie, înălțarea lui Mani în Împărăția Luminii. Astfel, Gundeshapur a devenit un loc sfânt pentru manihei, formând aici o comunitate numeroasă ce a dispărut în cele din urmă din cauza persecuțiilor.
În anul 489, centrul teologic și științific creștin nestorian de la Edessa a fost închis de către împăratul bizantin Zenon. Membrii săi au fugit în Imperiul Persan unde s-au stabilit la Nisibis. O parte dintre ei au plecat și la Gundeshapur împreună cu filozofii păgâni ce au fost izgoniți de la Atena de către Iustinian în anul 529. Împreună au pus bazele unei școli de cercetare în domenii importante precum matematică, astronomie sau medicină. De asemenea, în Gundeshapur exista o mănăstire creștină (viitor lăcaș nestorian) încă din anul 367 și o episcopie, primul episcop de Gundeshapur fiind Demetrius din Antiohia.
Sub patronajul șahului Khosrau I (531-579), toți învățații nestorieni și păgâni plecați din Imperiul Bizantin din cauza persecuțiilor au fost chemați la Gundeshapur pentru a participa la crearea unei adevărate universități. Șahul le-a ordonat refugiaților să traducă texte siriace și grecești în dialectul pahlavi al limbii persane. Atunci au fost traduse opere de medicină, astrologie, filozofie, matematică, artă și arhitectură. De asemenea, Școala din Gundeshapur nu s-a rezumat doar la opere grecești și siriace, au fost traduse și texte din limba sanscrită sau din chineză, precum importantul tratat indian intitulat Panchatantra. Cu toate acestea, limba în care se preda în universitate era siriaca. Pe parcursul secolului al VI-lea, orașul a devenit faimos datorită școlii teologice nestoriane condusă de călugărul Rabban Hormizd.
În anul 638, Gundeshapur a fost cucerit de către armatele arabe care au menținut existența universității ca un institut de învățământ superior musulman. Aici au fost traduse multe opere grecești, siriace, persane, indiene și chineze în limba arabă. În anul 832, califul  Al-Ma'mun a fondat celebra Baytu l-Hikma (Casa Înțelepciunii) din Bagdad. Atunci a apărut o rivalitate între cele două orașe, în cele din urmă centrul intelectual al califatului mutându-se definitiv la Bagdad unde foști absolvenți de la Gundeshapur vor face numeroase descoperiri importante. În următoarele secole, orașul va fi depopulat devenind în cele din urmă o ruină.
În prezent la Gundeshapur nu există un sit arheologic organizat. Cu toate acestea, Archaeological Research Center of Iran's Cultural Heritage Organization și Oriental Institute of the University of Chicago au declarat încă din anul 2006 că intenționează să facă săpături în zonă.
1. 1 2 3 4   https://iranarchpedia.ir/entry/15295 Lipsește sau este vid: |title= (ajutor)
2. ↑  Monuments database, 6 noiembrie 2017
3. ↑  GeoNames